# Yingaresca bowditchi
Yingaresca bowditchi is een keversoort uit de familie bladkevers (Chrysomelidae). De wetenschappelijke naam van de soort werd in 1923 gepubliceerd door Blackwelder.